# Кумай (приток Колвы)
Кумай — река в России, протекает в Чердынском районе Пермского края. Устье реки находится в 326 км по левому берегу реки Колва. Длина реки составляет 23 км.

## Описание
Протекает в северо-восточной части Чердынского района Пермского края. Течёт главным образом в северном направлении. Притоки — Бобровая Рассоха, Ямочная, Западная Рассоха (все-правые).

## Данные водного реестра
По данным государственного водного реестра России относится к Камскому бассейновому округу, водохозяйственный участок реки — Кама от водомерного поста у села Бондюг до города Березники, речной подбассейн реки — бассейны притоков Камы до впадения Белой. Речной бассейн реки — Кама.
По данным геоинформационной системы водохозяйственного районирования территории РФ, подготовленной Федеральным агентством водных ресурсов:
- Код водного объекта в государственном водном реестре — 10010100212111100005652
- Код по гидрологической изученности (ГИ) — 111100565
- Код бассейна — 10.01.01.002
- Номер тома по ГИ — 11
- Выпуск по ГИ — 1